# レイ・ナンス
レイ・ナンス（Ray Nance、1913年12月10日 - 1976年1月28日）は、アメリカのジャズ・トランペッター、ヴァイオリニスト、歌手。デューク・エリントンと彼のオーケストラとの長い付き合いで最もよく知られている。

## 略歴

### 生い立ち
ナンスは、1932年から1937年までシカゴで自身のバンドのリーダーを務めていた。その後、1937年から1939年までアール・ハインズと仕事をした。1939年から1940年までは、ホレス・ヘンダーソンと共に働いている。

### エリントン・バンド在籍期
エリントンは、1940年にベニー・グッドマン・バンドに加入したトランペッターのクーティ・ウィリアムスの後任としてナンスを雇った。エリントンとのナンスの最初の記録されたパフォーマンスは、ノースダコタ州ファーゴのボールルーム・ダンスであった。バンドに参加して間もなく、ナンスはエリントンのテーマとなった「A列車で行こう」の最初の録音バージョンでトランペット・ソロを与えられた。ナンスによる「A列車で行こう」のソロは、ジャズの歴史の中で最もコピーされ、称賛されたトランペット・ソロの1つとなっている。実際、クーティ・ウィリアムスが20年以上後にバンドに戻ったとき、彼はオリジナルとほぼ同じように「A列車で行こう」でナンスのソロを演奏した。

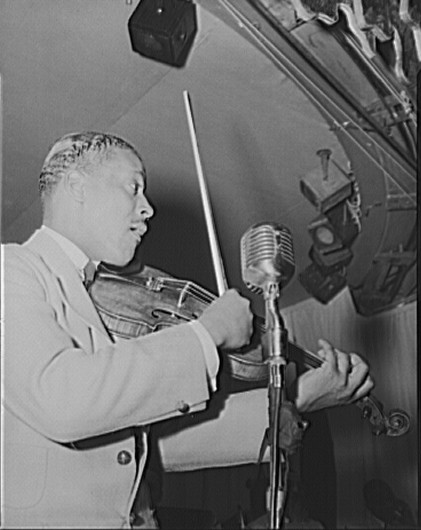
デューク・エリントン・オーケストラでのナンス（1943年）

ナンスはしばしばヴァイオリンでフィーチャーされ、エリントンのオーケストラでフィーチャーされた唯一のヴァイオリン・ソリストとなった（特に注目に値するのは、1942年のオリジナル・バージョンの「The 'C' Jam Blues」への彼のヴァイオリンによる貢献である）。また、エリントン・オーケストラに所属する有名な男性ボーカリストの1人でもある。「It Don't Mean a Thing (If It Ain't Got That Swing)」のその後のレコーディングで、ナンスはかつてインストゥルメンタルだったホーンのリフを「Doo wha, doo wha, doo wha, doo wha, yeah!」というラインで構成されるリード・ボーカルに取り入れた。「Jump for Joy」「Just A-Sittin' and A-Rockin'」「Just Squeeze Me (But Please Don't Tease Me)」では、よくボーカリストとして取り上げられた。彼の複数の才能 (トランペット、ヴァイオリン、ボーカル、ダンス) により、彼は「フロアショー」というニックネームを得た。
ナンスは、その年のカーネギー・ホール・コンサートの日を含め、1946年に3か月から4か月の間、デューク・エリントン・オーケストラを欠席した。1949年、ナンスはエリントンのサイドマンであるラッセル・プロコープ、ジョニー・ホッジス、ソニー・グリアとともに、シンシナティのキング・レコードにおけるアイヴォリー・ジョー・ハンターのセッションに参加した。

### ポスト・エリントン時代
彼は、戻ってきた前任者のクーティ・ウィリアムスと1年間一緒に演奏した後、中東ツアー中の1963年にエリントン・バンドを脱退した。彼は何年にもわたってオーケストラに何度かゲスト出演し続け、その後、1974年にイングランドでツアーとレコーディングを行った。
ナンスはバンドリーダーとしていくつかの録音を行い、アール・ハインズ、ローズマリー・クルーニー、ジャッキー・バイアード、チコ・ハミルトンらと録音または演奏した。

## ディスコグラフィ

### リーダー・アルバム
- Ellingtonia (1959年、Wynne) ※キャット・アンダーソン & エリントン・オールスターズ名義
- 『ア・フラワー・イズ・ア・ラヴサム・シング』 - A Flower Is A Lovesome Thing  (1959年、Parker)
- 『ボディー・アンド・ソウル』 - Body and Soul (1970年、Solid State)
- Huffin' 'n' Puffin'  (1974年、MPS)

### 参加アルバム
アーマッド・アブダル・マリク
- Spellbound (1964年、Status)

ジャッキー・バイアード
- 『ジャッキー・バイアード・ウイズ・ストリングス』 - Jaki Byard with Strings! (1968年、Prestige)

デューク・エリントン
- 『マスターピーシズ・バイ・エリントン』 - Masterpieces by Ellington (1951年、Columbia)
- 『ハイ・ファイ・エリントン・アップタウン』 - Ellington Uptown (includes Harlem Suite, Controversial Suite, Liberian Suite) (1952年、Columbia)
- 『エリントン'55』 - Ellington '55 (1955年、Capitol)
- 『ドラム・イズ・ウーマン』 - A Drum Is a Woman (1956年、Columbia)
- 『ブルー・ローズ』 - Blue Rose (1956年) ※with ローズマリー・クルーニー
- 『ヒストリカリー・スピーキング ザ・デューク』 - Historically Speaking The Duke (1956年)
- 『ニューポートのエリントン』 - Ellington at Newport (1956年、Columbia)
- 『サッチ・スウィート・サンダー』 - Such Sweet Thunder (1957年、Columbia)
- 『ブラック・ブラウン&ベイジュ』 - Black, Brown and Beige (1958年、Columbia)
- Newport 1958 (1958年、Columbia)
- Festival Session (1959年、Columbia)
- 『アナトミー・オブ・ア・マーダー』 - Anatomy of a Murder (1959年、Columbia)
- 『エリントン・ジャズ・パーティ』 - Ellington Jazz Party (1959年、Columbia)
- Blues in Orbit (1960年、Columbia)
- 『ピアノ・イン・ザ・バックグランド』 - Piano in the Background (1960年、Columbia)
- The Nutcracker Suite (1960年、Columbia)
- 『ファースト・タイム』 - First Time! The Count Meets the Duke (1961年、Columbia) ※with カウント・ベイシー
- All American in Jazz (1962年、Columbia)
- Midnight in Paris (1962年、Columbia)
- 『ミーツ・コールマン・ホーキンス』 - Duke Ellington Meets Coleman Hawkins (1962年、Impulse!)
- 『グレート・パリ・コンサート』 - The Great Paris Concert (1963年、Atlantic)
- 『アフロ・ボッサ』 - Afro-Bossa (1963年、Reprise)
- 『シンフォニック・エリントン』 - The Symphonic Ellington (1963年)
- 『マイ・ピープル』 - My People (1964年、Contact)
- 『エリントン'66』 - Ellington '66 (1965年)
- 『ヴァージン・アイランド組曲』 - Concert in the Virgin Islands (1966年)
- Ellington-Strayhorn-Tchaikovsky: Nutcracker Suite / Ellington-Grieg: Peer Gynt Suites Nos. 1 And 2 (1968年、Columbia) ※1960年録音
- 『ジャズ・ヴァイオリン・セッション』 - Duke Ellington's Jazz Violin Session (1976年、Atlantic) ※1963年録音
- 『公爵演奏會』 - All Star Road Band (1983年、Doctor Jazz) ※1957年録音
- In the Uncommon Market (1986年) ※1966年録音
- 『ライヴ・イン・サンフランシスコ 1960』 - Hot Summer Dance (1991年、Red Baron) ※1960年録音
- Indispensable Duke Ellington, Vol. 11–12 (1944–1946) (1993年、RCA) ※1940年–1946年録音
- Live at the Blue Note (1994年) ※1959年録音
- Duke Ellington and His Great Vocalists (1995年、Sony) ※1940年代録音
- Cabin in the Sky Soundtrack (1996年、Rhino) ※オムニバス、1942年録音
- The Best Of The Complete RCA Victor Mid-Forties Recordings (1944-1946) (2000年、RCA) ※1944年–1946年録音
- 『デューク・アット・ファーゴ 1940』 - The Duke at Fargo, 1940: Special 60th Anniversary Edition (2001年、Storyville) ※1940年録音

ホレス・ヘンダーソン
- Horace Henderson 1940, Fletcher Henderson 1941 (1992年、Classics)

アール・ハインズ
- Rosetta (Jazz Archives) ※1937年–1939年のコンピレーション
- Harlem Lament (1989年、Sony) ※1937年–1938年のコンピレーション
- 1937–1939 (1990年、Classics) ※1937年–1939年のコンピレーション
- Piano Man! (1994年、ASV) ※1937年–1939年、RCA時代の録音を含むコンピレーション
- 『アール・ハインズ&ザ・デュークス・マン〜アポロ・セッションズ1945-47』 - Earl Hines and the Duke's Men (1994年、Delmark) ※1945年–1947年のコンピレーション
- 1942–1945 (1996年、Classics) ※1942年–1945年のコンピレーション

ジョニー・ホッジス
- 『エリントニア '56』 - Ellingtonia '56 (1956年、Norgran)
- 『デュークズ・イン・ベッド』 - Duke's in Bed (1956年、Verve)
- 『ザ・ビッグ・サウンド』 - The Big Sound (1957年、Verve)
- Not So Dukish (1958年、Verve)
- 『トリプル・プレイ』 - Triple Play (1967年、RCA Victor)

バド・ジョンソン
- Budd Johnson and the Four Brass Giants (1960年、Riverside)

ジョヤ・シェリル
- Joya Sherrill Sings Duke (1965年、20th Century Fox)